# Villanueva de San Mancio
Villanueva de San Mancio község Spanyolországban, Valladolid tartományban. Villanueva de San Mancio Belmonte de Campos, Medina de Rioseco, Moral de la Reina és Tamariz de Campos községekkel határos. Lakosainak száma 102 fő (2024).

## Népesség
A település népessége az utóbbi években az alábbiak szerint változott:
| Lakosok száma | 108  | 125  | 126  | 121  | 109  | 97   | 84   | 87   | 93   | 102  |
|               | 2001 | 2004 | 2007 | 2009 | 2012 | 2014 | 2017 | 2019 | 2022 | 2024 |